# 富士見野市
富士見野市（日语：／ Fujimino shi */?）是日本埼玉縣西南部的城市，人口約10万人。富士見野市於2005年10月1日由上福岡市及入間郡大井町合併而成。

## 警察
- 埼玉縣警察（日语：埼玉県警察）東入間警察署（日语：東入間警察署）
  - 福岡派出所
  - 霞丘派出所
  - 大井派出所
  - 東久保派出所

## 消防
- 入間東部地區消防工會（日语：入間東部地区消防組合）
  - 西消防站（本部）
  - 東消防站富士見野分局

## 自衛隊
- 防衛省情報本部大井通信所

## 選舉區

### 眾議院議員選舉
- 埼玉縣第7區（舊上福岡市）
- 埼玉縣第8區（舊大井町）

### 縣議會議員選舉
- 西第5區

## 交通

### 道路

#### 一般國道
- 國道254號（川越街道、富士見川越繞道（日语：富士見川越バイパス））

#### 都道府縣道
- 主要地方道
  - 埼玉縣道56號埼玉富士見野所澤線（日语：埼玉県道56号さいたまふじみ野所沢線）
- 一般縣道
  - 埼玉縣道266號富士見野朝霞線（日语：埼玉県道266号ふじみ野朝霞線）
  - 埼玉縣道163號狭山富士見野線（日语：埼玉県道163号狭山ふじみ野線）
  - 埼玉縣道272號東大久保富士見野線（日语：埼玉県道272号東大久保ふじみ野線）
  - 埼玉縣道335號並木川崎線（日语：埼玉県道335号並木川崎線）

### 鐵路
東武鐵道
- 東上本線：上福岡站

## 著名出身人士
- 舊上福岡市
  - 太田光（爆笑問題） - 滑稽演員
  - 嶋重宣 - 前職棒選手
- 舊大井町
  - 三澤興一 - 前職棒選手